# Michael Paget
Michael Paget (sinh ngày 12 tháng 9 năm 1978), thường được biết với tên Padge, là một nhạc sĩ xứ Wales. Anh đang chơi cho Bullet for My Valentine với vai trò Guitar Lead.

## Sự nghiệp
Padge chơi cho Bullet for My Valentine từ lúc band nhạc thành lập với tên Jeff Killed John vào năm 1998. Padge chơi cùng Matt Tuck (hát chính, guitar phụ), Jamie Mathias (guitar bass, hát phụ) và Jason Bowld (trống).
Anh đã cùng Bullet For My Valentine cho ra mắt 6 album: The Poison (2005), Scream Aim Fire (2008), Fever (2010), Temper Temper (2013), Venom (2015) và Gravity (2018).

## Khởi đầu
Padge bắt đầu chơi guitar từ khi 17 tuổi, anh mua một cây guitar cổ điển hai năm trước đó, thậm chí trong vòng một tháng anh không biết cách lên dây. Anh họ Padge đã giúp anh ấy lên dây đàn. Và Padge bắt đầu học các hợp âm cơ bản từ sách vở. Bài hát đầu tiên Padge chơi được trên Guitar là "Polly" của ban nhạc Nirvana. Anh từng chơi trống khi còn đang học tại trường Bridgend, lý do là lúc đó có quá nhiều người chơi guitar.

## Kỹ thuật
Các đoạn solo của Padge thường sử dụng kỹ thuật Tapping và Sweep Picking.

## Thiết bị

### Guitars
Padge sử dụng một loạt các guitar, hiện tại anh đang sử dụng cây guitar thiết kế cho riêng anh của hãng ESP.
- ESP Michael Paget V CTM Signature
- ESP LTD MP-600 Michael Paget Signature
- ESP LTD MP-200 Michael Paget Signature
- ESP LTD EC-1000 VB
- ESP Ninja Michael Amott Signature
- ESP Eclipse one in Vintage BLBK The Other in Trans Cherry
- ESP Explorer đen dùng ở Brixton
- Gibson Flying V trắng dùng ở Brixton
- Gibson Explorer dùng trong Download Fest năm 2005
- Jackson RR5 PRO in BLBK
- Aria Pro II (một trong những cái guitar đầu tiên của anh)
- ESP SV
- Epiphone Zakk Wylde Les Paul Custom Bullseye (được Bullet For My Valentine nói trong cuộc phỏng vấn của Guitar Edge)
- ESP Dave Mustaine Seymour Duncans được thay thế bởi EMG 81 & EMG 60

### Heads và Cabinets
- Peavey 6505 amp heads
- Peavey 6505 120W Guitar Amp Head
- Peavey JSX120 heads
- Mesa Boogie Triple Rectifiers
- Mesa Boogie Triple Rectifier 150W Tube Guitar Amp Head Black
- Roland JC-120 Jazz Chorus Amp
- Mesa 300-watt 4x12 cabinets
- Mesa Boogie Rectifier 240W 4X12 Standard Guitar Speaker Cabinet Black Straight

### Hiệu ứng
- Dunlop SW-95 Slash wah
- Dunlop Sw-95 Crybaby Slash Wah Pedal
- Zakk Wylde overdrive (Methods of Mayhem tour)
- Ibanez TS9 tube screamer
- Sound Sculpture ABCadabra midi a/b switcher
- Boss NS-2 noise suppressor
- Ebtech hum eliminator
- Roland mini foot controller operated by tech offstage
- Line 6 POD X3 Pro Rack unit
- TC Electronic g-system rack unit

### Linh kiện
- Máy lên dây Boss TU2
- Máy điều phối năng lượng Furman
- Đơn vị không dây Seinheisser EW300
- Ernie Ball 2215 Slinky Top Heavy Bottom với .056 thay cho .052
- Rotosound Blues (đổi .052 với .056)
- Dunlop Nylon.73mm/.88mm picks

## Nhạc đã phát hành

### Bullet for My Valentine
- Jeff Killed John (2003)
- "Bullet for My Valentine EP" (2004)
- Hand of Blood (2004)
- The Poison (2005)
- Hand of Blood - Live at Brixton EP (2006)
- "Rare Cuts EP" (2007)
- Scream Aim Fire (2008)
- Fever (2010)
- Temper Temper (2013)
- Venom (2015)
- Gravity (2018)